# Juez Claude Frollo
El Juez Claude Frollo es el principal antagonista  en la película de Disney El Jorobado de Notre Dame. Oficia como Juez de la Ciudad de París (a diferencia de la novela original, en la que es el Archidiácono); es el padre adoptivo de Quasimodo. El personaje finalmente muere al intentar matar a Esmeralda y Quasimodo, al caer desde la torre y ser consumido por el fuego. Claude Frollo es unos de los villanos de Disney más notorios. Está basado en el archidiácono Claude Frollo de la novela Nuestra Señora de París.

## Doblaje
Los siguientes actores dan la voz a Claude Frollo:
- EUA-Tony Jay
- España-Constantino Romero (español y catalán)
- México-Fernando Escandón
- Kingdom Hearts-Corey Burton
- Japón-Shouzou Sasaki
- Redoblaje, Latino ¿?-Christopher Smith

## Personalidad
Claude Frollo se caracteriza por ser cruel, desconfiado y no se detiene hasta conseguir lo que desea. Tiene un odio irracional y enormes prejuicios hacia los gitanos y su principal interés es deshacerse de ellos. En particular de Esmeralda, una bella gitana por la que se siente atraído pero no correspondido, quien lo increpa y rechaza en público, razón por la que es acusada de ser bruja y condenada a la hoguera. Frollo cree que todo lo que hace es conforme a la voluntad de Dios, a pesar de su hipocresía al desear a Esmeralda y tratar a su pueblo y a Quasimodo con crueldad. 

## Apariencia
Claude Frollo, a diferencia de la mayoría de los villanos de Disney, es un adulto mayor de 60 años muy serio, con una mirada amenazadora. Viste una túnica negra de juez, una hombrera negra con rayas roja y negra, en la parte firme, color morado con líneas rojas en el pecho, un collar blanco, y debajo, una cafarena color blanco, un gran sombrero negro con rayas negras y moradas y líneas rojas con una cinta roja. Tiene cabello negro pero canoso, arrugas en la cara, la piel blanca pálida, ojos más claros de color negro, cejas negras gruesas; también lleva en los dedos tres anillos dorados uno a la izquierda y dos a la derecha, uno con una joya roja en forma de rombo, una azul en forma de círculo y otra verde en forma de esfera. Cuando tenía 40 años al principio lleva una túnica corta de juez con bordes azules con una capa negra, unos guantes largos y botas color marrón, un sombrero negro con rayas azules, y una cafarena blanca de bajo.

## Historia
Claude Frollo persiguió junto con su caballo Snowball, a una mujer gitana a la que mató pateándola por las escaleras frente a la catedral. Al descubrir al bebé que esta cargaba, lo levanta, pero al ver su deformidad intenta matarlo; sin embargo se siente "observado" por las figuras de santos y las gárgolas que adornan el exterior de la Catedral de Notre Dame; ante esta presión psicológica, y a modo de redimirse del asesinato de la gitana, Frollo prometió ante el arcediano cuidar del bebé, criándolo y enseñándole "como si fuera hijo suyo". Ante el rechazo que le produce la deformidad del bebé, el juez lo nombra Quasimodo, que significa "mal formado", haciéndolo trabajar de campanero en la torre, para que no lo pudiera ver nadie.

## Otras apariciones

### House of Mouse
Frollo hace apariciones a modo de cameo en la serie House of Mouse como invitado en el club titular. También aparece en la película basada en la serie,a Mickey's House of Villains, como uno de los villanos presentes en el club la noche de Halloween.

### Kingdom Hearts
En la saga de Kingdom Hearts, Claude Frollo aparece en el videojuego Kingdom Hearts 3D: Dream Drop Distance, cumpliendo un papel como en la película. Hacia el final, apoderado por la oscuridad, invoca a un Onírido llamado Velitárgola como jefe del mundo.

### Disney Magic Kingdoms
En el videojuego Disney Magic Kingdoms, Claude Frollo aparece como un personaje jugable disponible para ser desbloqueado por tiempo limitado.